# Orasema communis
Orasema communis är en stekelart som beskrevs av Jean Risbec 1952. Orasema communis ingår i släktet Orasema och familjen Eucharitidae.
Artens utbredningsområde är Madagaskar. Inga underarter finns listade i Catalogue of Life.